# Meir Lublin

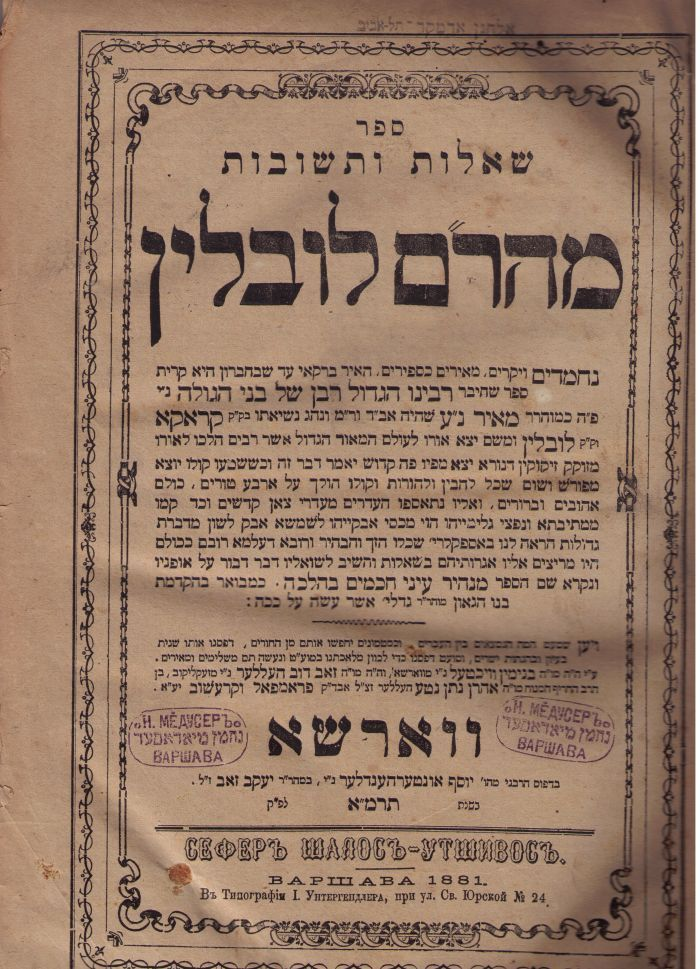
Sefer Sche'elot uTeschuwot Maharam Lublin (Warschau 1881)

Meir Lublin; auch Meir ben Gedalia, (geboren 1558 in Lublin, Polen; gestorben 1616) war ein polnischer Rabbiner, Talmudist und Posek. Er wurde bekannt durch seine Talmudkommentare. Er wird auch bezeichnet als Maharam (hebräisches Akronym: „Unser Lehrer, Rabbi Meir“).

## Leben
Maharam wurde in Lublin geboren. Er entstammte einer Rabbinerfamilie. Sein Vater Gedaliah war ein hervorragender Talmudist. Sein wichtigster Lehrer war sein Schwiegervater Isaac ha-Kohen Shapiro, Rabbiner in Krakau. Maharam besaß so gute Kenntnis des Talmud und der Response, dass er 1587, mit noch nicht einmal 30 Jahren, zum Rabbi von Krakau berufen wurde. 1591 wurde er Rabbiner von Lemberg. 1613 wurde er Rabbiner in Lublin und gründete dort eine Jeschiwa. Er war berühmt als Leiter der Jeschiwa (Rosch Jeschiwa). Viele seiner Studenten wurden prominente Rabbiner oder Leiter von Jeschiwot. Sein wohl bekanntester Student war Jesaja Horowitz. Eine Tochter des Maharam war verheiratet mit Benjamin Beinisch Gelernter, dessen Eltern waren der Rabbiner Zachariah Mendel Gelernter und die Tochter von Judah Löw, des Maharal von Prag.

## Werke
Meir Einei Chachamim ist sein bekanntestes Werk, ein kasuistischer Kommentar des Talmud, Rashi und Tosafot gleichzeitig. Es wurde herausgegeben durch seinen Sohn Gedaliah und wurde seitdem in alle grundlegenden Talmudausgaben unter der Überschrift „Maharam“ aufgenommen. 